# Meik Zülsdorf-Kersting
Meik Zülsdorf-Kersting (* 1973 in Münster) ist ein deutscher Geschichtsdidaktiker.

## Publikationen
Von 1992 bis 1999 studierte er Geschichte, Evangelische Theologie und Germanistik an der Universität Münster und der Universität Heidelberg (1999 Erstes Staatsexamen (Geschichte, Evangelische Religionslehre), 2001 Zweites Staatsexamen (Geschichte, Evangelische Religionslehre), 2001 Erstes Staatsexamen (Germanistik)). Nach dem Referendariat (1999–2001) am Fichte-Gymnasium Hagen (Nordrhein-Westfalen) war er von 2001 bis 2003 wissenschaftlicher Mitarbeiter im Zentrum für Lehrerbildung an der Westfälischen Wilhelms-Universität Münster. Nach der Promotion 2007 an der Universität Dortmund war er von 2009 bis 2011 Juniorprofessor für Didaktik der Geschichte an der Universität Osnabrück. Seit 2011 war er W2-Professor für Didaktik der Geschichte an Universität Osnabrück. Er ist Professor für Didaktik der Geschichte an der Universität Hannover.
Seine Schwerpunkte in Forschung und Lehre sind historische Lehr-Lernforschung, empirische Forschung zum Geschichtsunterricht, interdisziplinäre Unterrichtsforschung (mit Mathematikdidaktik), Geschichtskulturforschung und Theorie historischen Denkens.

## Publikationen (Auswahl)
- Sechzig Jahre danach: Jugendliche und Holocaust – eine Studie zur geschichtskulturellen Sozialisation, Hochschulschrift, 2008. OCLC 199242297
- Mit Peter Gautschi und Béatrice Ziegler: Shoa und Schule Lehren und Lernen im 21. Jahrhundert, Chronos, Zürich 2013. OCLC 826854345
- Mit Holger Thünemann: Methoden geschichtsdidaktischer Unterrichtsforschung, Wochenschau Verlag, Schwalbach/Ts, 2016. OCLC 932033439
- Mit Bernd Schönemann, Marko Demantowsky und Saskia Handro (Hg.): Bausteine einer Geschichtsdidaktik Bernd Schönemann zum 60. Geburtstag, Wochenschau-Verlag, Schwalbach/Ts, 2014. OCLC 881617429
- Historisches Lernen in der Schule. Überlegungen zu einer Theorie des Geschichtsunterrichts. In: Thomas Sandkühler u. a. (Hg.): Geschichtsunterricht im 21. Jahrhundert. Eine geschichtsdidaktische Standortbestimmung, V & R unipress, Göttingen 2018, ISBN 978-3-8471-0891-7, S. 93–111.
- Mit Monika Fenn, Sebastian Barsch (Hg.): Fachdidaktik: Geschichts-Didaktik – Praxishandbuch für die Sekundarstufe I und II, Neuauflage, Cornelsen 2023, ISBN 978-3-589-16886-6.

- Geschichte und Gesellschaftslehre. Historisches Lernen in Unterrichtsreihen, Wochenschau Verlag, Frankfurt/M. 2023, ISBN 978-3-7344-1590-6.